# Municipio de Cedar (condado de Benton)
El municipio de Cedar (en inglés: Cedar Township) es uno de los veinte municipios ubicados en el condado de Benton en el estado estadounidense de Iowa. En el año 2000 el municipio tenía una población de 533 habitantes y una densidad poblacional de 4,8 personas por km². El territorio del municipio incluye el de una ciudad, Mount Auburn.

## Geografía
El municipio de Cedar se encuentra ubicado en las coordenadas 42°15′35″N 92°06′49″O / 42.25972, -92.11361.